# Oliver Springs (Tennessee)
Oliver Springs es un pueblo ubicado en los condados de Anderson, Roane y Morgan en el estado estadounidense de Tennessee. En el Censo de 2010 tenía una población de 3.231 habitantes y una densidad poblacional de 224,33 personas por km².

## Geografía
Oliver Springs se encuentra ubicado en las coordenadas 36°2′24″N 84°19′42″O / 36.04000, -84.32833. Según la Oficina del Censo de los Estados Unidos, Oliver Springs tiene una superficie total de 14.4 km², de la cual 14.4 km² corresponden a tierra firme y (0%) 0 km² es agua.

## Demografía
Según el censo de 2010, había 3.231 personas residiendo en Oliver Springs. La densidad de población era de 224,33 hab./km². De los 3.231 habitantes, Oliver Springs estaba compuesto por el 94.77% blancos, el 2.57% eran afroamericanos, el 0.12% eran amerindios, el 0.37% eran asiáticos, el 0.03% eran isleños del Pacífico, el 0.19% eran de otras razas y el 1.95% pertenecían a dos o más razas. Del total de la población el 0.46% eran hispanos o latinos de cualquier raza.